# قاری حکمت
قاری حکمت الله یک جنگجوی اسلامگرای ازبک و فرمانده گروه دولت اسلامی عراق و شام در افغانستان بود. پایگاه اصلی عملیات‌های وی در ولسوالی درزاب و ولسوالی قوش تپه در ولایت جوزجان قرار داشت. او نقش زیادی در گسترش نفوذ داعش در ولایت‌های فاریاب و سرپل را بر عهده داشت.

## زندگی‌نامه
او در ازبکستان متولد شد و گاهی گفته می‌شود که پسر طاهر یولداشف بنیانگذار جنبش اسلامی ازبکستان است.
او مدت‌ها فرمانده طالبان در ولایت جوزجان و والی نام نهاد آنان در ولسوالی درزاب بود.
در نوامبر ۲۰۱۵، زنی را به زنا متهم کرد و قصد داشت او را با سنگسار به قتل برساند، اما طالبان او را از انجام این عمل منع کردند. این حادثه منجر به اخراج شدن وی از گروه طالبان به دلیل «فعالیت‌های ظالمانه» شد.
در اکتبر ۲۰۱۶ به دولت اسلامی عراق و شام پیوست و فرماندهی دست کم ۲۰۰ مرد مسلح را بر عهده گرفت. سپس به ولسوالی قوش تپه رفت و افراد طالبان را شکست داد.
در سال ۲۰۱۷ والی ولایت سرپل گفت که حکمت جذب نیرو در این ولایت را افزایش داده‌است.

### کشته شدن
او در ۵ آوریل ۲۰۱۸ و در جریان حمله هوایی ایالات متحده آمریکا در روستای خواجه عرب واقع در ولسوالی بلچراغ ولایت فاریاب کشته شد.